# Adolpho Millon Júnior
Adolpho Millon Júnior (* 16. September 1895 in Santos; † 7. Mai 1929 in Salvador) war ein brasilianischer Fußballnationalspieler. Er wurde auf der Position eines Stürmers eingesetzt. Er spielte für die brasilianische Fußballnationalmannschaft von 1914 bis 1919.

## Karriere

### Verein
Millon war 1912 eines der 39 Gründungsmitglieder des FC Santos. Bis auf zwei kurze Leihen 1914 an den CA Paulistano und 1915 an den Paraná SC aus Curitiba spielte er bis 1923 für den Klub. Er trat beim ersten offiziellen Spiel des Klubs am 15. September 1912 gegen den Santos AC an, einen von Engländern gegründeten Klub. Bei dem 3:2–Erfolg erzielte er ein Tor für seinen Klub. 1913 stellte sich mit der Campeonato Santista der erste Titelgewinn ein. 1915 konnte der Erfolg wiederholt werden, wobei es die Besonderheit gab, dass Santos nicht unter seinem eigenen Namen antreten durfte. Es bestritt den Wettbewerb als União Futebol Clube. Im Estádio Urbano Caldeira, dem Stadion von Santos, fand am 22. Oktober 1916 das Eröffnungsspiel gegen den CA Ypiranga statt. In diesem gelang Millon vor 2.000 Zuschauern das erste Tor in dem Stadion. Am 26. März 1922 bestritt Millon beim AA Botucatuense sein letztes Spiel für Santos. Bei dem 1:1 traf er auch zum letzten Mal ins Tor. Damit beendete er seine aktive Laufbahn im Alter von 27 Jahren, welches zur damaligen Zeit durchaus üblich war. Bis dahin hatte er für Santos in 118 Pflichtspielen 52 Tore erzielt.

### Nationalmannschaft
Am 20. September 1914 fand in Buenos Aires gegen Argentinien das erstes offizielles Länderspiel Brasiliens statt. An diesem durfte auch Millon teilnehmen. Es handelte sich um ein Freundschaftsspiel, welches mit 3:0 verloren ging. Nach einem Freundschaftsspiel vier Tage später gegen den Columbian FC aus Buenos Aires (3:1–Sieg) folgte am 27. September das zweite offizielle Spiel der Nationalelf, es war das erste Spiel um die Copa Roca gegen Argentinien. Die Auswahl um Arthur Friedenreich, einen der besten Fußballer seiner Zeit, konnte die Partie mit 1:0 für sich entscheiden und Millon seinen ersten internationalen Erfolg feiern. Nach noch einem Freundschaftsspiel im Mai 1917 gegen Barracas Bolívar aus Buenos Aires, kam er zunächst zu keinen weiteren Einsätzen für die Auswahl. Erst zur Austragung der Campeonato Sudamericano 1919 wurde er wieder berufen. In dem Turnier bestritt er drei von vier möglichen Spielen. In der Partie gegen Argentinien am 18. Mai erzielte er mit dem 2:1 in der 51. Minute sein einziges Länderspieltor (Endstand–3:1). Im Entscheidungsspiel am 29. Mai konnte die Mannschaft Uruguays mit 1:0 bezwungen werden.
Am 1. Juni 1919 bestritt Millon sein letztes Länderspiel. Für den Tag ein spontanes Länderspiel gegen Argentinien angesetzt worden. Hintergrund der Copa Roberto Chery war der Tod des uruguayischen Torhüters Roberto Chery. Dieser war hinter Cayetano Saporiti Ersatztorwart und kam am 17. Mai im zweiten Spiel Uruguays gegen Chile zum Einsatz. Im Verlauf der Partie verletzte sich Chery schwer und wurde daraufhin umgehend in ein Krankenhaus eingeliefert. Die Angaben über die Art der Verletzung variieren. Entweder prallte er im Zuge einer Abwehrparade mit dem Kopf gegen einen Torpfosten und verlor das Bewusstsein oder er zog sich einen Leistenbruch mit Organquetschungen zu. 13 Tage nach dem Spiel erlag er seinen Verletzungen – nur einen Tag nach dem Finale des Turniers. Die Nachricht sorgte für große Bestürzung in der Fußballwelt ganz Südamerikas Zu seinen Ehren trugen die Argentinier die Nationaltrikots Uruguays und Brasilien den Dress seines Heimatklubs CA Peñarol. Das Spiel endete 3:3.
Insgesamt bestritt Millon für die Nationalmannschaft acht Spiele, davon sechs offizielle (ein Tor).

## Erfolge
Nationalmannschaft
- Copa Roca: 1914
- Copa América: 1919

Santos
- Campeonato Santista: 1913, 1915[5]

Paraná SC
- Staatsmeisterschaft von Paraná Zweiter: 1915